# 无蓑螳属
无蓑螳属（学名：Achlaena）是色翅螳科下的一个属。

## 下属物种
本属包括以下物种：
- 大无蓑螳 Achlaena grandis (Westwood, 1889)